# Shlomo Goren
Pour les articles homonymes, voir Goren.
Shlomo Goren, en hébreu : שלמה גורן, né Shlomo Gorenchik le 3 février 1917 à Zambrów, en Pologne, et mort le 29 octobre 1994 à Tel Aviv, est un rabbin israélien du XXe siècle. Figure majeure du sionisme religieux, il fonde et dirige le rabbinat de l'armée israélienne, participant à ce titre aux trois premières guerres israélo-arabes. Auteur de plusieurs livres de Loi juive visant à concilier tradition et politique moderne, il officie en tant que grand-rabbin de l'armée puis de Tel-Aviv puis d'Israël.

## Éléments biographiques
Né en Pologne, Shlomo Goren émigre avec sa famille en Palestine mandataire en 1925. Les Goren s’installent à Kfar-Hassidim, un village de Juifs religieux près de Haïfa que le père a contribué à fonder. Le jeune Shlomo est envoyé quatre ans plus tard à la yeshiva de Hébron (relocalisée à Jérusalem) où il est reconnu comme prodige et publie son premier livre à l’âge de 17 ans.
Après avoir effectué son service volontaire au sein de la Hagana, il s’engage dans l’armée israélienne en tant que parachutiste. Aumônier de la région de Jérusalem jusqu’à la première guerre israélo-arabe, il officie au cours de celle-ci au sein de la brigade Carmeli. Fréquemment consulté pour des questions d’observance en temps de guerre, il est nommé à la tête du rabbinat de l’armée nouvellement constitué et se distingue par ses nombreux actes de bravoure. Accompagnant souvent les troupes au front, il pénètre parfois derrière les lignes ennemies pour rapatrier les cadavres et leur assurer un enterrement selon les rites.
Il devient grand-rabbin de Tel Aviv en 1968 puis grand-rabbin d'Israël en 1973, poste qu'il conserva jusqu'en 1983. 
En 1973, après la victoire israélienne lors de la Guerre du Kippour, il déclare « Nous avons regardé la mort en face, et la mort a baissé les yeux ».
Il essaya d'imposer des groupes de prières sur l'esplanade des mosquées en vue de la reconstruction du Troisième temple de Jérusalem mais en vain.